# Magyar labdarúgó-bajnokság (másodosztály)
Az NB II a magyar labdarúgó-bajnokság másodosztálya. Korábban gyakran hívták a másodosztályt NB I/B-nek, illetve 1998-tól 2000-ig NB I-nek, ekkor az NB II a harmadosztályt jelentette. A bajnokság rendszere többször változott, a 2024–2025-ös szezontól kezdve 16 csapat verseng, egyetlen csoportban. A bajnokságot az MLSZ szervezésében bonyolítják le.
Az első két helyezett feljut az NB I-be, helyükre kiesik az élvonal 11-12. helyezettje. Az utolsó három helyen végző csapatok kiesnek az NB III-ba, helyükre feljut a harmadosztály három csoportjának bajnoka.
A 2010–11-es szezontól a bajnokság névadó szponzora a Ness Hungary Kft lett, így a liga hivatalos neve: Ness Hungary NB II.
A 2012–13-as szezonban TV-közvetítést is adtak le a magyar másodosztályból, igaz, csak a forduló péntek kora délutáni nyitómérkőzését, az MTVA által érdekesebbnek titulált mérkőzést (ez vagy a keleti, vagy a nyugati csoport nyitómérkőzése). A mérkőzéseket a Duna TV-n lehetett látni.
A 2013-14-es szezon óta a bajnokság egycsoportos, a vasárnapi fordulókból az M4 Sport közvetít egy-egy mérkőzést.

## Csapatok 2025–2026
A 2025–26-ös magyar labdarúgó-bajnokság másodosztályát 16 csapat részvételével rendezik meg.
| Csapat                         | Város          | Stadion                           |
| ------------------------------ | -------------- | --------------------------------- |
| Aqvital FC Csákvár             | Csákvár        | Tersztyánszky Ödön Sportközpont   |
| Békéscsaba 1912 Előre          | Békéscsaba     | Kórház utcai stadion              |
| Budafoki MTE                   | Budapest       | Promontor utcai stadion           |
| Budapest Honvéd FC             | Budapest       | Bozsik Aréna                      |
| BVSC-Zugló                     | Budapest       | Szőnyi úti Stadion                |
| FC Ajka                        | Ajka           | Városi Szabadidő- és Sportcentrum |
| Tiszakécskei LC                | Tiszakécske    | Tiszakécske Városi Sportcentrum   |
| HR-Rent Kozármisleny           | Kozármisleny   | Kozármislenyi Stadion             |
| Fehérvár FC                    | Székesfehérvár | Sóstói Stadion                    |
| Kecskeméti TE                  | Kecskemét      | Széktói Stadion                   |
| Mezőkövesd Zsóry FC            | Mezőkövesd     | Mezőkövesdi Városi Stadion        |
| Karcagi SE                     | Karcag         | Liget úti Sporttelep              |
| Soroksár SC                    | Budapest       | Szamosi Mihály Sporttelep         |
| Szeged-Csanád Grosics Akadémia | Szeged         | Szent Gellért Fórum               |
| Szentlőrinc SE                 | Szentlőrinc    | Szentlőrinc SE Sporttelep         |
| Vasas FC                       | Budapest       | Illovszky Rudolf Stadion          |

## Története
A bajnokság győztesei 1901-től. Az első osztályba feljutó csapatok félkövérrel vannak kiemelve. 

| Idény                                         | Bajnokság                        | Aranyérem                   | Pont                        | Ezüstérem                   | Pont                        | Bronzérem                     | Pont                        |
| --------------------------------------------- | -------------------------------- | --------------------------- | --------------------------- | --------------------------- | --------------------------- | ----------------------------- | --------------------------- |
| A másodosztály dobogósai 1901 és 1917 között. |                                  |                             |                             |                             |                             |                               |                             |
| 1901                                          | II. osztály                      | 33 FC                       | 26                          | RSE                         | 23                          | Újpesti TE                    | 16                          |
| 1902                                          | II. osztály                      | Postás SE                   | 24                          | MTK                         | 20                          | Törekvés SE                   | 20                          |
| 1903                                          | II. osztály                      | Fővárosi TC                 | 17                          | Újpesti TE                  | 16                          | Budapesti SC                  | 13                          |
| 1904                                          | II. osztály                      | Újpesti TE                  | 24                          | III. Kerületi TVE           | 17                          | Budapesti AK                  | 14                          |
| 1905                                          | II. osztály                      | Budapesti AK                | 32                          | Tipográfia TE               | 22                          | Tisztviselők LE               | 20                          |
| 1906                                          | A Tavaszi serlegért (II.osztály) | Tisztviselők LE             | 8                           | Törekvés SE                 | 6                           | Magyar Úszó Egyesület         | 4                           |
| 1906–07                                       | II. osztály                      | Törekvés SE                 | 25                          | Újpest-Rákospalotai AK      | 21                          | Tisztviselők LE               | 20                          |
| 1907–08                                       | II. osztály                      | 33 FC                       | 26                          | Nemzeti SC                  | 23                          | Újpest-Rákospalotai AK        | 18                          |
| 1908–09                                       | II. osztály                      | Nemzeti SC                  | 30                          | 33 FC                       | 25                          | Postás SE                     | 22                          |
| 1909–10                                       | II. osztály                      | 33 FC                       | 31                          | Újpest-Rákospalotai AK      | 27                          | Postás SE                     | 24                          |
| 1910–11                                       | II. osztály                      | III. Kerületi TVE           | 28                          | Újpest-Rákospalotai AK      | 28                          | Kereskedelmi Alkalmazottak OE | 25                          |
| 1911–12                                       | II. osztály                      | Újpesti TE                  | 42                          | Újpesti RAK                 | 30                          | Fővárosi TK                   | 28                          |
| 1912–13                                       | II. osztály                      | III. Kerületi TVE           | 42                          | Erzsébetfalvi TC            | 31                          | Kereskedelmi Alkalmazottak OE | 29                          |
| 1913–14                                       | II. osztály                      | Műegyetemi AFC              | 31                          | Terézvárosi TC              | 31                          | Fővárosi TK                   | 22                          |
| 1915–16                                       | Nem volt NB II-es bajnokság      | Nem volt NB II-es bajnokság | Nem volt NB II-es bajnokság | Nem volt NB II-es bajnokság | Nem volt NB II-es bajnokság | Nem volt NB II-es bajnokság   | Nem volt NB II-es bajnokság |
| 1916–17                                       | Hadibajnokság, II/A. osztály     | MÁV Gépgyár                 | 35                          | Nemzeti SC                  | 32                          | Testvériség SE                | 25                          |

| Idény                                                      | Csoport | Aranyérem        | Pont | Ezüstérem      | Pont | Bronzérem                     | Pont | Megjegyzés                |
| ---------------------------------------------------------- | ------- | ---------------- | ---- | -------------- | ---- | ----------------------------- | ---- | ------------------------- |
| A kétcsoportos másodosztály dobogósai 1917 és 1921 között. |         |                  |      |                |      |                               |      |                           |
| 1917–18                                                    | A       | Terézvárosi TC   | 32   | Testvériség SE | 30   | Nemzeti SC                    | 27   | Nem rendeztek osztályozót |
| 1917–18                                                    | B       | Újpesti Törekvés | 40   | Budapesti SE   | 31   | Erzsébetfalvi MTK             | 27   | Nem rendeztek osztályozót |
| 1918–19                                                    | A       | Testvériség SE   | 34   | Nemzeti SC     | 33   | Nyomdászok TE                 | 30   | Nem rendeztek osztályozót |
| 1918–19                                                    | B       | Újpesti Törekvés | 37   | Vérhalmi FC    | 31   | Józsefvárosi SC               | 27   | Nem rendeztek osztályozót |
| 1919–20                                                    | Kárpáti | Erzsébetfalvi TC | 52   | Budapesti EAC  | 49   | Kereskedelmi Alkalmazottak OE | 42   | VII. Kerület-ETC 1–0      |
| 1919–20                                                    | Stobbe  | VII. Kerületi SC | 49   | Testvériség SE | 49   | Vívó AC                       | 45   | VII. Kerület-ETC 1–0      |
| 1920–21                                                    | Kárpáti | Budapest SE      | 39   | Nemzeti SC     | 38   | Kereskedelmi Alkalmazottak OE | 37   | Vívó AC-Budapest SE 3–1   |
| 1920–21                                                    | Stobbe  | Vívó AC          | 39   | Zuglói AC      | 35   | Újpesti Törekvés SE           | 34   | Vívó AC-Budapest SE 3–1   |

| Idény                                                                            | Bajnokság                 | Aranyérem           | Pont | Ezüstérem                | Pont | Bronzérem           | Pont | Osztályozó az NB I-be jutásért        |
| -------------------------------------------------------------------------------- | ------------------------- | ------------------- | ---- | ------------------------ | ---- | ------------------- | ---- | ------------------------------------- |
| A másodosztály (II. osztály, Profiliga, II. liga) dobogósai 1921 és 1938 között. |                           |                     |      |                          |      |                     |      |                                       |
| 1921–22                                                                          | II/A osztály              | Műegyetemi AFC      | 39   | Zuglói AC                | 38   | Budapesti AK        | 35   | Nem rendeztek osztályozót             |
| 1922–23                                                                          | II. osztály               | Újpesti Törekvés SE | 45   | 33 FC                    | 43   | Budapesti EAC       | 40   | Nem rendeztek osztályozót             |
| 1923–24                                                                          | II. osztály               | Budapesti EAC       | 43   | Nemzeti SC               | 40   | Terézvárosi TC      | 39   | Nem rendeztek osztályozót             |
| 1924–25                                                                          | Bp. II. osztály           | 33 FC               | 33   | Erzsébeti TC             | 27   | Erzsébeti MTK       | 26   | Nem rendeztek osztályozót             |
| 1925–26                                                                          | Bp. II. osztály           | Fővárosi TK         | 39   | Zuglói VII. kerületi AC  | 38   | Újpesti Törekvés SE | 37   | Nem rendeztek osztályozót             |
| 1926–27                                                                          | II. osztály               | Miskolci Attila Kör | 43   | Bocskai FC               | 39   | Budapesti AK        | 37   | Bocskai FC–Bak FC 5–0                 |
| 1927–28                                                                          | II. osztály               | Somogy FC           | 35   | Turul FC                 | 34   | Pesterzsébeti FSz   | 34   | Bocskai FC–Turul FC 1–1, 4–0          |
| 1928–29                                                                          | II. osztály               | Pécs-Baranya FC     | 39   | Miskolci Attila Kör      | 37   | Rákospalota FC      | 30   | Attila FC–Vasas SC 2–1, 1–2, 2–0      |
| 1929–30                                                                          | II. osztály               | Sabaria FC          | 44   | Vasas SC                 | 39   | VAC FC              | 35   | Miskolci Attila Kör–Vasas FC 0–1, 1–1 |
| 1930–31                                                                          | Profi II. liga            | Somogy FC           | 38   | Attila FC                | 37   | VAC FC              | 34   | Bástya Szegedi AK–Attila FC 3–1, 1–4  |
| 1931–32                                                                          | Profi II. liga            | Soroksári FC        | 47   | Szeged FC                | 46   | Budapesti AK        | 28   | Szeged FC–Vasas FC 3–0, 0–2           |
| 1932–33                                                                          | Profi II. liga            | Phöbus FC           | 47   | Vasas SC                 | 46   | Szürketaxi FC       | 39   | Vasas FC–Somogy FC 0–3, 2–5           |
| 1933–34                                                                          | Profi II. liga            | Soroksári FC        | 50   | Erzsébeti TC             | 42   | Szürketaxi FC       | 40   | Somogy FC–Erzsébeti TC FC 2–0, 2–0    |
| 1934–35                                                                          | Profi II. liga            | Budafok FC          | 44   | Nemzeti SC               | 38   | Szürketaxi FC       | 33   | Nemzeti FC–Attila FC 1–1, 0–1         |
| 1935–36                                                                          | Profiliga                 | Nemzeti SC          | 49   | Somogy-Baranya FC        | 37   | Csepel FC           | 36   | Nem rendeztek osztályozót             |
| 1936–37                                                                          | Profiliga                 | Szürketaxi FC       | 42   | Csepel FC                | 34   | Alba Regia AK       | 33   | Nem rendeztek osztályozót             |
| 1937–38                                                                          | II. liga                  | Szolnoki MÁV        | 43   | Csepel FC                | 42   | Erzsébeti TC        | 39   | Zuglói SE–MÁVAG SK 1–0, 2–3, 4–1      |
| 1937–38                                                                          | Bp. LASz I – Bíró Dezső   | Zuglói SE           | 39   | Újpesti TE II            | 36   | Postás SE           | 35   | Zuglói SE–MÁVAG SK 1–0, 2–3, 4–1      |
| 1937–38                                                                          | Bp. LASz I – Pártos Gyula | MÁVAG SK            | 36   | Pénzügyi Tisztviselők SC | 33   | Ferencvárosi TC II  | 32   | Zuglói SE–MÁVAG SK 1–0, 2–3, 4–1      |

| Idény                                                                | Csoport | Aranyérem                                                                 | Pont                                                                      | Ezüstérem                                                                 | Pont                                                                      | Bronzérem                                                                 | Pont                                                                      |                                                                           |
| -------------------------------------------------------------------- | --- | ------------------------------------------------------------------------- | ------------------------------------------------------------------------- | ------------------------------------------------------------------------- | ------------------------------------------------------------------------- | ------------------------------------------------------------------------- | ------------------------------------------------------------------------- | ------------------------------------------------------------------------- |
| A másodosztály (NB/B, NB II) dobogósai 1938 és 1944 között.          | |                                                                           |                                                                           |                                                                           |                                                                           |                                                                           |                                                                           |                                                                           |
| 1938–39                                                              | Keleti | Törekvés SE                                                               | 44                                                                        | Weisz Manfréd FC                                                          | 43                                                                        | Diósgyőri MÁVAG                                                           | 37                                                                        |                                                                           |
| 1938–39                                                              | Nyugati | Szombathelyi Haladás                                                      | 42                                                                        | Lampart FC                                                                | 38                                                                        | Soproni FAC                                                               | 35                                                                        |                                                                           |
| 1939–40                                                              | Alföldi | Weisz Manfréd FC                                                          | 37                                                                        | MÁVAG SK                                                                  | 33                                                                        | UTE II                                                                    | 27                                                                        |                                                                           |
| 1939–40                                                              | Dunántúli | Tokodi Üveggyári SC                                                       | 40                                                                        | Soproni FAC                                                               | 34                                                                        | Lampart FC                                                                | 31                                                                        |                                                                           |
| 1939–40                                                              | Felvidéki | Salgótarjáni BTC                                                          | 57                                                                        | Diósgyőri MÁVAG                                                           | 56                                                                        | BsZKRT SE                                                                 | 43                                                                        |                                                                           |
| 1939–40                                                              | Osztályozó az NB I-be jutásért: BSzKRT SE–Debreceni VSC 2–1, MÁVAG–Soproni FAC 2–1, döntő: BSzKRT SE–MÁVAG 5–2                       |                                                                           |                                                                           |                                                                           |                                                                           |                                                                           |                                                                           |                                                                           |
| 1940–41                                                              | Duna | Szegedi VSE                                                               | 38                                                                        | Pécsi DVAC                                                                | 33                                                                        | Zuglói Danuvia                                                            | 31                                                                        |                                                                           |
| 1940–41                                                              | Kolozsvár | Nagyváradi AC                                                             | 20                                                                        | Nagybányai SE                                                             | 16                                                                        | Kolozsvári AC                                                             | 9                                                                         |                                                                           |
| 1940–41                                                              | Székelyföld – Észak | Marosvásárhelyi SE                                                        | 13                                                                        | Marosvásárhelyi PMTE                                                      | 9                                                                         | Székelykeresztúri AC                                                      | 7                                                                         |                                                                           |
| 1940–41                                                              | Székelyföld – Dél | Sepsiszentgyörgyi Textil                                                  | 15                                                                        | Gyergyószentmiklósi SE                                                    | 9                                                                         | Kézdivásárhelyi Gábor Áron SE                                             | 7                                                                         |                                                                           |
| 1940–41                                                              | Tisza | Lampart FC                                                                | 42                                                                        | MÁVAG SK                                                                  | 40                                                                        | Debreceni VSC                                                             | 38                                                                        |                                                                           |
| 1940–41                                                              | Osztályozó az NB I-be jutásért: DVAC–MÁVAG SK 3–3, 2–3                                                                               |                                                                           |                                                                           |                                                                           |                                                                           |                                                                           |                                                                           |                                                                           |
| 1941–42                                                              | Mátyás | Törekvés SE                                                               | 46                                                                        | Debreceni VSC                                                             | 42                                                                        | Kolozsvári MÁV                                                            | 32                                                                        |                                                                           |
| 1941–42                                                              | Rákóczi | Vasas SC                                                                  | 42                                                                        | BsZKRT SE                                                                 | 41                                                                        | Budapesti VSC                                                             | 35                                                                        |                                                                           |
| 1941–42                                                              | Zrínyi | Szombathelyi Haladás                                                      | 39                                                                        | Szombathelyi FC                                                           | 39                                                                        | Soproni VSE                                                               | 37                                                                        |                                                                           |
| 1942–43                                                              | Mátyás | Debreceni VSC                                                             | 33                                                                        | Nagybányai SE                                                             | 23                                                                        | Kolozsvári MÁV                                                            | 20                                                                        |                                                                           |
| 1942–43                                                              | Rákóczi | Budapesti VSC                                                             | 30                                                                        | Ungvári AC                                                                | 25                                                                        | Kassai RAC                                                                | 24                                                                        |                                                                           |
| 1942–43                                                              | Széchenyi | Győri ETO                                                                 | 35                                                                        | Szombathelyi FC                                                           | 29                                                                        | Érsekújvári SE                                                            | 27                                                                        |                                                                           |
| 1942–43                                                              | Wesselényi | BSZKRT SE                                                                 | 44                                                                        | Zuglói Danuvia                                                            | 40                                                                        | Ganz TE                                                                   | 35                                                                        |                                                                           |
| 1942–43                                                              | Zrínyi | Szegedi VSE                                                               | 43                                                                        | Kaposvári Rákóczi                                                         | 35                                                                        | Kábelgyári SC                                                             | 33                                                                        |                                                                           |
| 1942–43                                                              | Az osztályozó végeredménye: 1. BSZKRT SE (11), 2. Szegedi VSE (10), 3. Debreceni VSC (10), 4. Győri ETO (8), 5. Budapesti VSC (1)    |                                                                           |                                                                           |                                                                           |                                                                           |                                                                           |                                                                           |                                                                           |
| 1943–44                                                              | Déli | Szegedi AK                                                                | 49                                                                        | Ganz TE                                                                   | 43                                                                        | Zuglói Danuvia                                                            | 40                                                                        |                                                                           |
| 1943–44                                                              | Északi | Ungvári AC                                                                | 39                                                                        | Salgótarjáni SE                                                           | 31                                                                        | Losonci AFC                                                               | 28                                                                        |                                                                           |
| 1943–44                                                              | Keleti | Szentlőrinci AC                                                           | 38                                                                        | Nagybányai SE                                                             | 33                                                                        | Törekvés SE                                                               | 33                                                                        |                                                                           |
| 1943–44                                                              | Nyugati | MÁVAG SK                                                                  | 44                                                                        | Győri ETO                                                                 | 43                                                                        | Szombathelyi Haladás                                                      | 43                                                                        |                                                                           |
| 1944–45                                                              | A bajnokságot 1944 novemberében felfüggesztették a II. világháború miatt.                                                            | A bajnokságot 1944 novemberében felfüggesztették a II. világháború miatt. | A bajnokságot 1944 novemberében felfüggesztették a II. világháború miatt. | A bajnokságot 1944 novemberében felfüggesztették a II. világháború miatt. | A bajnokságot 1944 novemberében felfüggesztették a II. világháború miatt. | A bajnokságot 1944 novemberében felfüggesztették a II. világháború miatt. | A bajnokságot 1944 novemberében felfüggesztették a II. világháború miatt. | A bajnokságot 1944 novemberében felfüggesztették a II. világháború miatt. |
| 1945 (tavasz)                                                        | Budapest I (1.) | Elektromos MTE                                                            | 37                                                                        | MÁV Előre                                                                 | 32                                                                        | Budapesti VSC                                                             | 31                                                                        |                                                                           |
| 1945 (tavasz)                                                        | Budapest II (2.) | Törekvés SE                                                               | 40                                                                        | Rákoshegyi Szabadság                                                      | 35                                                                        | Kőbányai TK                                                               | 28                                                                        |                                                                           |
| 1945 (tavasz)                                                        | Budapest II (3.) | IX. ker. MaDISz Dózsa                                                     | 36                                                                        | Ferencvárosi Barátság                                                     | 35                                                                        | Rákoskeresztúri MTE                                                       | 34                                                                        |                                                                           |
| 1945 (tavasz)                                                        | Budapest II (4.) | Herminamezei AC                                                           | 36                                                                        | Munkás TE                                                                 | 34                                                                        | Budapesti Rendőr Egylet                                                   | 34                                                                        |                                                                           |
| 1945 (tavasz)                                                        | Budapest II (5.) | Budafoki MTE                                                              | 43                                                                        | Nagytétényi MaDISz                                                        | 35                                                                        | III. kerületi MaDISz                                                      | 31                                                                        |                                                                           |
| 1945 (tavasz)                                                        | Budapest II (6.) | Erzsébeti MaDISz1                                                         | 31                                                                        | Soroksári MaDISz                                                          | 33                                                                        | Pestszentlőrinci SC                                                       | 31                                                                        |                                                                           |
| 1945 (tavasz)                                                        | Budapest II (7.) | Újpesti MTE                                                               | 40                                                                        | Újpesti Törekvés                                                          | 39                                                                        | Dunakeszi MÁV Magyarság                                                   | 32                                                                        |                                                                           |
| 1945 (tavasz)                                                        | Budapest II (8.) | Szentlőrinci AC                                                           | 41                                                                        | Kőbányai Barátság                                                         | 40                                                                        | Kőbányai Polgári Serfőzde SE                                              | 32                                                                        |                                                                           |
| 1945 (tavasz)                                                        | Debreceni kerület (Hajdú) | Debreceni VSC (NB I-es múltja miatt beosztást nyert az OB-be)             | Debreceni VSC (NB I-es múltja miatt beosztást nyert az OB-be)             | Debreceni VSC (NB I-es múltja miatt beosztást nyert az OB-be)             | Debreceni VSC (NB I-es múltja miatt beosztást nyert az OB-be)             | Debreceni VSC (NB I-es múltja miatt beosztást nyert az OB-be)             | Debreceni VSC (NB I-es múltja miatt beosztást nyert az OB-be)             |                                                                           |
| 1945 (tavasz)                                                        | Középmagyar kerület (Dunántúl) | Dorogi AC (Osztályozó az NB I-be jutásért: Dorogi AC–Tatabányai SC 4–0)   | Dorogi AC (Osztályozó az NB I-be jutásért: Dorogi AC–Tatabányai SC 4–0)   | Dorogi AC (Osztályozó az NB I-be jutásért: Dorogi AC–Tatabányai SC 4–0)   | Dorogi AC (Osztályozó az NB I-be jutásért: Dorogi AC–Tatabányai SC 4–0)   | Dorogi AC (Osztályozó az NB I-be jutásért: Dorogi AC–Tatabányai SC 4–0)   | Dorogi AC (Osztályozó az NB I-be jutásért: Dorogi AC–Tatabányai SC 4–0)   |                                                                           |
| 1945 (tavasz)                                                        | Miskolci kerület (Miskolc) | Diósgyőri Vasas TK                                                        | 23                                                                        | Perecesi TK                                                               | 23                                                                        | Miskolci VSC                                                              | 20                                                                        |                                                                           |
| 1945 (tavasz)                                                        | Pécsi kerület (Pécs) | Pécsi VSK                                                                 | 13                                                                        | DVAC                                                                      | 11                                                                        | Pécsi BTC                                                                 | 11                                                                        |                                                                           |
| 1945 (tavasz)                                                        | Szegedi kerület (Szeged) | Szegedi AK                                                                | 20                                                                        | Tisza Vasutas SE                                                          | 18                                                                        | Makói Vasutas SE                                                          | 15                                                                        |                                                                           |
| 1945 (tavasz)                                                        | 1 – A bajnokság után az Erzsébeti és a Soroksári MaDISz csapatai egyesültek, és ER-SO MaDISz néven szerepeltek az első osztályban.   |                                                                           |                                                                           |                                                                           |                                                                           |                                                                           |                                                                           |                                                                           |
| 1945–46                                                              | Budapest | Testvériség SE                                                            | 35                                                                        | Wolfner SE                                                                | 33                                                                        | Vasutas Előre                                                             | 33                                                                        |                                                                           |
| 1945–46                                                              | Az osztályozó végeredménye: 1. Testvériség SE (9), 2. Kőbányai Polgári Serfőzde (7), 3. Kistext SE (4), 4. III. ker. TVE MaDISz (4)  |                                                                           |                                                                           |                                                                           |                                                                           |                                                                           |                                                                           |                                                                           |
| 1945–46                                                              | Északi LASz I. (Miskolc) | Perecesi TK                                                               | 39                                                                        | Ózdi VTK                                                                  | 29                                                                        | Mezőkövesdi MTK                                                           | 28                                                                        |                                                                           |
| 1945–46                                                              | Osztályozó az NB I-be jutásért: Perecesi TK–Salgótarjáni SE 0–1, 4–0                                                                 |                                                                           |                                                                           |                                                                           |                                                                           |                                                                           |                                                                           |                                                                           |
| A négycsoportos másodosztály (NB II) dobogósai 1946 és 1954 között.  | |                                                                           |                                                                           |                                                                           |                                                                           |                                                                           |                                                                           |                                                                           |
| 1946–47                                                              | Déli | Elektromos Munkás SE                                                      | 45                                                                        | Békéscsabai Előre MTE                                                     | 45                                                                        | Wolfner SE                                                                | 29                                                                        |                                                                           |
| 1946–47                                                              | Keleti | MATEOSZ Munkás SE                                                         | 46                                                                        | Diósgyőri VTK                                                             | 44                                                                        | Ózdi VTK                                                                  | 33                                                                        |                                                                           |
| 1946–47                                                              | Közép | Erzsébeti MTK                                                             | 45                                                                        | Salgótarjáni BTC                                                          | 45                                                                        | Salgótarjáni SE                                                           | 38                                                                        |                                                                           |
| 1946–47                                                              | Nyugati | MOGÜRT SC                                                                 | 42                                                                        | Pécsi Dinamó Villamostelepi AC                                            | 37                                                                        | Kaposvári MTE                                                             | 33                                                                        |                                                                           |
| 1947–48                                                              | Déli | Goldberger SE                                                             | 38                                                                        | Kőbányai Textil SC                                                        | 36                                                                        | Előre SE                                                                  | 33                                                                        |                                                                           |
| 1947–48                                                              | Keleti | Kispesti Textil                                                           | 38                                                                        | Perecesi TK                                                               | 33                                                                        | Wolfner SE                                                                | 30                                                                        |                                                                           |
| 1947–48                                                              | Közép | Er-So MaDISz                                                              | 42                                                                        | Újpesti MTE                                                               | 36                                                                        | Ganz TE                                                                   | 36                                                                        |                                                                           |
| 1947–48                                                              | Nyugati | Tatabányai SC                                                             | 37                                                                        | Dorogi AC                                                                 | 35                                                                        | MÁV Dunántúli AC                                                          | 33                                                                        |                                                                           |
| 1948–49                                                              | Déli | Előre SE                                                                  | 49                                                                        | Szolnoki Lokomotív                                                        | 46                                                                        | MéMOSZ Drasche                                                            | 36                                                                        |                                                                           |
| 1948–49                                                              | Keleti | Debreceni Lokomotív                                                       | 49                                                                        | Ózdi VTK                                                                  | 44                                                                        | Perecesi TK                                                               | 39                                                                        |                                                                           |
| 1948–49                                                              | Közép | Dorogi AC                                                                 | 47                                                                        | Budafoki MTE                                                              | 45                                                                        | Gázgyár                                                                   | 42                                                                        |                                                                           |
| 1948–49                                                              | Nyugati | Nagykanizsai MAORT MSE                                                    | 43                                                                        | Budapesti Lokomotív                                                       | 40                                                                        | Pécsi BTC                                                                 | 39                                                                        |                                                                           |
| 1949–50                                                              | Déli | Szegedi Szakszervezeti MTE                                                | 47                                                                        | Szolnoki Lokomotív                                                        | 46                                                                        | Budapesti Lokomotív                                                       | 43                                                                        |                                                                           |
| 1949–50                                                              | Keleti | Diósgyőri Vasas                                                           | 44                                                                        | Kerámia SC                                                                | 42                                                                        | Ózdi Vasas SzIT TK                                                        | 41                                                                        |                                                                           |
| 1949–50                                                              | Közép | Bőripari Dolgozók SE                                                      | 49                                                                        | Budafoki MTE                                                              | 45                                                                        | Pesterzsébeti Vasas                                                       | 36                                                                        |                                                                           |
| 1949–50                                                              | Nyugati | Tatabányai Tárna                                                          | 48                                                                        | Pécsi BTC                                                                 | 43                                                                        | Pápai Perutz SC                                                           | 42                                                                        |                                                                           |
| 1950 (ősz)                                                           | Déli | Szegedi Honvéd                                                            | 22                                                                        | Szolnoki Lokomotív                                                        | 21                                                                        | Budapesti Lokomotív                                                       | 19                                                                        |                                                                           |
| 1950 (ősz)                                                           | Keleti | Sajószentpéteri Tárna                                                     | 25                                                                        | Csillaghegyi Textil                                                       | 21                                                                        | Perecesi Tárna                                                            | 21                                                                        |                                                                           |
| 1950 (ősz)                                                           | Közép | Soroksári Textil                                                          | 21                                                                        | Építők KSE                                                                | 21                                                                        | Magyar Pamut SC                                                           | 20                                                                        |                                                                           |
| 1950 (ősz)                                                           | Nyugati | Tatabányai Építők                                                         | 23                                                                        | Pécsi MESzHART Dinamó                                                     | 22                                                                        | Pápai Textil                                                              | 19                                                                        |                                                                           |
| 1950 (ősz)                                                           | Az osztályozó végeredménye: 1. Soroksári Textil (5), 2. Szegedi Honvéd (5), 3. Tatabányai Építők (2), 4. Sajószentpéteri Tárna (0)   |                                                                           |                                                                           |                                                                           |                                                                           |                                                                           |                                                                           |                                                                           |
| 1951                                                                 | Déli | Vörös Lobogó Keltex                                                       | 40                                                                        | Budapesti Előre                                                           | 36                                                                        | Budapesti Szikra                                                          | 29                                                                        |                                                                           |
| 1951                                                                 | Keleti | Budapesti Postás                                                          | 41                                                                        | Ózdi Vasas                                                                | 36                                                                        | Miskolci Honvéd                                                           | 32                                                                        |                                                                           |
| 1951                                                                 | Közép | Budapesti Gyárépítők                                                      | 41                                                                        | Váci Vörös Lobogó                                                         | 38                                                                        | Budapesti Építők                                                          | 33                                                                        |                                                                           |
| 1951                                                                 | Nyugati | Pécsi Lokomotív                                                           | 43                                                                        | Tatabányai Bányász                                                        | 42                                                                        | Csillaghegyi Vörös Lobogó                                                 | 31                                                                        |                                                                           |
| 1951                                                                 | Az osztályozó végeredménye: 1. Budapesti Postás (5), 2. Pécsi Lokomotív (5), 3. Vörös Lobogó Keltex (1), 4. Budapesti Gyárépítők (1) |                                                                           |                                                                           |                                                                           |                                                                           |                                                                           |                                                                           |                                                                           |
| 1952                                                                 | Déli | Vasas Izzó                                                                | 56                                                                        | Szegedi Petőfi                                                            | 49                                                                        | Békéscsabai Építők                                                        | 48                                                                        |                                                                           |
| 1952                                                                 | Keleti | Miskolci Honvéd                                                           | 51                                                                        | Ózdi Vasas                                                                | 51                                                                        | Budapesti Lokomotív                                                       | 49                                                                        |                                                                           |
| 1952                                                                 | Közép | Sztálin Vasmű Építők                                                      | 66                                                                        | Szikra Gázművek                                                           | 49                                                                        | Csillaghegyi Vörös Lobogó                                                 | 44                                                                        |                                                                           |
| 1952                                                                 | Nyugati | Vörös Lobogó SorTex                                                       | 57                                                                        | Tatabányai Bányász                                                        | 51                                                                        | Pápai Vörös Lobogó                                                        | 41                                                                        |                                                                           |
| 1952                                                                 | Az osztályozó végeredménye: 1. Sztálin Vasmű Építők (4), 2. Vörös Lobogó SorTex (3), 3. Vasas Izzó (3), 4. Miskolci Honvéd (2)       |                                                                           |                                                                           |                                                                           |                                                                           |                                                                           |                                                                           |                                                                           |
| 1953                                                                 | Déli | Vasas Izzó                                                                | 48                                                                        | Szolnoki Légierő                                                          | 44                                                                        | Budapesti Előre                                                           | 37                                                                        |                                                                           |
| 1953                                                                 | Keleti | Diósgyőri Vasas                                                           | 49                                                                        | Miskolci Honvéd                                                           | 41                                                                        | Ózdi Vasas                                                                | 38                                                                        |                                                                           |
| 1953                                                                 | Közép | Szikra Gázművek                                                           | 46                                                                        | Tatabányai Bányász                                                        | 44                                                                        | Pesterzsébeti Vasas                                                       | 43                                                                        |                                                                           |
| 1953                                                                 | Nyugati | Pécsi Lokomotív                                                           | 39                                                                        | Komlói Bányász                                                            | 39                                                                        | Pápai Vörös Lobogó                                                        | 38                                                                        |                                                                           |
| 1953                                                                 | Az osztályozó végeredménye: 1. Diósgyőri Vasas (6), 2. Vasas Izzó (4), 3. Szikra Gázművek (2), 4. Pécsi Lokomotív (0)                |                                                                           |                                                                           |                                                                           |                                                                           |                                                                           |                                                                           |                                                                           |
| 1954                                                                 | Déli | Szolnoki Légierő                                                          | 45                                                                        | Békéscsabai Építők                                                        | 37                                                                        | Budapesti Szikra                                                          | 37                                                                        |                                                                           |
| 1954                                                                 | Keleti | Ózdi Vasas                                                                | 51                                                                        | Nyíregyházi Építők                                                        | 38                                                                        | Gödöllői SC                                                               | 38                                                                        |                                                                           |
| 1954                                                                 | Közép | Vörös Meteor                                                              | 50                                                                        | Tatabányai Bányász                                                        | 48                                                                        | Budapesti Gyárépítők                                                      | 39                                                                        |                                                                           |
| 1954                                                                 | Nyugati | Kőbányai Dózsa SE                                                         | 46                                                                        | Pécsi Lokomotív                                                           | 46                                                                        | Pécsi Bányász                                                             | 36                                                                        |                                                                           |
| 1954                                                                 | Az osztályozó végeredménye: 1. Kőbányai Dózsa (5), 2. Szolnoki Légierő (4), 3. Vörös Meteor (3), 4. Ózdi Vasas (0)                   |                                                                           |                                                                           |                                                                           |                                                                           |                                                                           |                                                                           |                                                                           |
| A kétcsoportos másodosztály (NB II) dobogósai 1955 és 1956 között.   | |                                                                           |                                                                           |                                                                           |                                                                           |                                                                           |                                                                           |                                                                           |
| 1955                                                                 | Keleti | Szegedi Haladás                                                           | 44                                                                        | Budapesti Törekvés                                                        | 41                                                                        | Vörös Meteor                                                              | 37                                                                        |                                                                           |
| 1955                                                                 | Nyugati | Tatabányai Bányász                                                        | 47                                                                        | Budapesti Spartacus                                                       | 41                                                                        | Sztálinvárosi Vasas                                                       | 37                                                                        |                                                                           |
| 1956                                                                 | Keleti | Diósgyőri VTK                                                             | 46                                                                        | Budapesti VSC                                                             | 43                                                                        | Kispesti Textiles                                                         | 39                                                                        |                                                                           |
| 1956                                                                 | Nyugati | Komlói Bányász                                                            | 47                                                                        | Győri ETO                                                                 | 43                                                                        | Dunapentelei SC                                                           | 43                                                                        |                                                                           |
| 1956                                                                 | 1956 októberében félbeszakadt a bajnokság. A maradék 7 fordulót 1957 tavaszán játszották le.                                         |                                                                           |                                                                           |                                                                           |                                                                           |                                                                           |                                                                           |                                                                           |
| A háromcsoportos másodosztály (NB II) dobogósai 1957 és 1958 között. | |                                                                           |                                                                           |                                                                           |                                                                           |                                                                           |                                                                           |                                                                           |
| 1957–58                                                              | Déli | Budapesti VSC                                                             | 51                                                                        | Újpesti Tungsram TE                                                       | 49                                                                        | Kispesti Textiles                                                         | 47                                                                        |                                                                           |
| 1957–58                                                              | Keleti | Miskolci VSC                                                              | 54                                                                        | Debreceni VSC                                                             | 51                                                                        | Budapesti Spartacus                                                       | 49                                                                        |                                                                           |
| 1957–58                                                              | Nyugati | Győri Vasas ETO                                                           | 62                                                                        | Sztálinvárosi Vasas                                                       | 55                                                                        | Láng-gépgyár SK                                                           | 50                                                                        |                                                                           |
| A kétcsoportos másodosztály (NB II) dobogósai 1958 és 1963 között.   | |                                                                           |                                                                           |                                                                           |                                                                           |                                                                           |                                                                           |                                                                           |
| 1958–59                                                              | Keleti | Szegedi EAC                                                               | 50                                                                        | Debreceni VSC                                                             | 39                                                                        | Borsodi Bányász                                                           | 34                                                                        |                                                                           |
| 1958–59                                                              | Nyugati | Pécsi Dózsa                                                               | 43                                                                        | Komlói Bányász                                                            | 41                                                                        | Zalaegerszegi TE                                                          | 36                                                                        |                                                                           |
| 1959–60                                                              | Keleti | Debreceni VSC                                                             | 43                                                                        | Kecskeméti Dózsa                                                          | 40                                                                        | Szegedi VSE                                                               | 36                                                                        |                                                                           |
| 1959–60                                                              | Nyugati | Győri Vasas ETO                                                           | 51                                                                        | FŐSPED Szállítók                                                          | 40                                                                        | Komlói Bányász                                                            | 38                                                                        |                                                                           |
| 1960–61                                                              | Keleti | Ózdi Kohász                                                               | 42                                                                        | Szolnoki MÁV                                                              | 40                                                                        | Ganz-MÁVAG SE                                                             | 39                                                                        |                                                                           |
| 1960–61                                                              | Nyugati | Komlói Bányász                                                            | 47                                                                        | Szombathelyi Haladás                                                      | 37                                                                        | FŐSPED Szállítók                                                          | 35                                                                        |                                                                           |
| 1961–62                                                              | Keleti | Debreceni VSC                                                             | 41                                                                        | Láng Vasas                                                                | 38                                                                        | Budapesti Előre                                                           | 35                                                                        |                                                                           |
| 1961–62                                                              | Nyugati | Szombathelyi Haladás                                                      | 47                                                                        | Budapesti VSC                                                             | 41                                                                        | Székesfehérvári VT Vasas                                                  | 39                                                                        |                                                                           |
| 1962–63                                                              | Keleti | Diósgyőri VTK                                                             | 46                                                                        | Ózdi Kohász                                                               | 45                                                                        | Miskolci VSC                                                              | 36                                                                        |                                                                           |
| 1962–63                                                              | Nyugati | Csepel SC                                                                 | 51                                                                        | Székesfehérvári VT Vasas                                                  | 39                                                                        | Dunaújvárosi Kohász                                                       | 39                                                                        |                                                                           |

| Idény                                                                | Aranyérem           | Pont | Ezüstérem                | Pont | Bronzérem            | Pont | Megjegyzés                                  |
| -------------------------------------------------------------------- | ------------------- | ---- | ------------------------ | ---- | -------------------- | ---- | ------------------------------------------- |
| Az egycsoportos másodosztály (NB I/B) dobogósai 1963 és 1969 között. |                     |      |                          |      |                      |      |                                             |
| 1963 (ősz)                                                           | VM Egyetértés       | 23   | Oroszlányi Bányász       | 19   | Győri MÁV DAC        | 19   |                                             |
| 1964                                                                 | Salgótarjáni TC     | 38   | Ózdi Kohász              | 37   | Oroszlányi Bányász   | 34   |                                             |
| 1965                                                                 | Dunaújvárosi Kohász | 42   | Diósgyőri VTK            | 38   | Szombathelyi Haladás | 38   |                                             |
| 1966                                                                 | Szegedi EAC         | 35   | Egri Dózsa               | 35   | Komlói Bányász       | 34   | 4. Szombathelyi Haladás (szintén feljutott) |
| 1967                                                                 | VM Egyetértés       | 46   | Székesfehérvári VT Vasas | 46   | Budapesti VSC        | 41   |                                             |
| 1968                                                                 | Egri Dózsa          | 47   | Komlói Bányász           | 46   | Kecskeméti Dózsa     | 40   |                                             |
| 1969                                                                 | Videoton SC         | 51   | Szegedi EOL              | 46   | Zalaegerszegi TE     | 40   |                                             |

| Idény                                                         | Csoport |                  | Pont |                     | Pont |                    | Pont | Megjegyzés                                               |
| ------------------------------------------------------------- | ------- | ---------------- | ---- | ------------------- | ---- | ------------------ | ---- | -------------------------------------------------------- |
| A kétcsoportos másodosztály (NB I/B) dobogósai 1970 tavaszán. |         |                  |      |                     |      |                    |      |                                                          |
| 1970                                                          | A       | Pécsi Bányász    | 21   | VM Egyetértés       | 20   | Oroszlányi Bányász | 20   | Döntő helyosztó: FŐSPED Szállítók–Pécsi Bányász 3–2, 2–2 |
| 1970                                                          | B       | FŐSPED Szállítók | 19   | Budapesti Spartacus | 18   | Kecskeméti Dózsa   | 18   | A 3. helyért: Budapesti Spartacus–Egyetértés SC 2–1, 3–1 |

| Idény                                                                       | Aranyérem           | Pont | Ezüstérem                   | Pont | Bronzérem            | Pont |
| --------------------------------------------------------------------------- | ------------------- | ---- | --------------------------- | ---- | -------------------- | ---- |
| Az egycsoportos másodosztály (NB I/B, NB II) dobogósai 1971 és 1978 között. |                     |      |                             |      |                      |      |
| 1970–71                                                                     | VM Egyetértés SK    | 57   | Egri Dózsa                  | 51   | Oroszlányi Bányász   | 49   |
| 1971–72                                                                     | SZEOL SC            | 50   | Zalaegerszegi TE            | 49   | Debreceni VSC        | 43   |
| 1972–73                                                                     | Haladás VSE         | 46   | Dorogi AC                   | 44   | MÁV DAC              | 43   |
| 1973–74                                                                     | Diósgyőri VTK       | 47   | Békéscsabai Előre Spartacus | 46   | Komlói Bányász       | 43   |
| 1974–75                                                                     | SZEOL SC            | 48   | Kaposvári Rákóczi           | 47   | Volán SC             | 46   |
| 1975–76                                                                     | Dunaújvárosi Kohász | 58   | Dorogi AC                   | 54   | Budafoki MTE Kinizsi | 51   |
| 1976–77                                                                     | Pécsi MSC           | 58   | Székesfehérvári MÁV Előre   | 50   | Budafoki MTE Kinizsi | 47   |
| 1977–78                                                                     | Salgótarjáni TC     | 56   | Vasas Izzó                  | 54   | Debreceni VSC        | 53   |

| Idény                                                                | Csoport            | Aranyérem                                            | Pont   | Ezüstérem                                      | Pont   | Bronzérem                                                   | Pont   | Megjegyzés                                                    |
| -------------------------------------------------------------------- | ------------------ | ---------------------------------------------------- | ------ | ---------------------------------------------- | ------ | ----------------------------------------------------------- | ------ | ------------------------------------------------------------- |
| A háromcsoportos másodosztály (NB II) dobogósai 1978 és 1982 között. |                    |                                                      |        |                                                |        |                                                             |        |                                                               |
| 1978–79                                                              | KeletiKözépNyugati | Debreceni VSCVolán SCPécsi VSK                       | 635154 | Nyíregyházai VSSCSzegedi DózsaKomlói Bányász   | 564650 | Eger SEBVSCKaposvári Rákóczi                                | 514447 | Nem rendeztek osztályozót                                     |
| 1979–80                                                              | KeletiKözépNyugati | Nyíregyházai VSSCCsepel SCKaposvári Rákóczi          | 536261 | Szolnoki MÁV MTEVasas IzzóHaladás VSE          | 435655 | HÓDGÉP Metripond SESZEOL AKNagykanizsai Olajbányász         | 424846 | Nem rendeztek osztályozót                                     |
| 1980–81                                                              | KeletiKözépNyugati | Ózdi KohászSZEOL AKHaladás VSE                       | 5257   | Gyulai SEGanz-MÁVAG SENagykanizsai Olajbányász | 494750 | Hódmezővásárhelyi MSEHonvéd Bem József SEKeszthelyi Haladás | 4549   | Nem rendeztek osztályozót                                     |
| 1981–82                                                              | KeletiKözépNyugati | Kazincbarcikai VegyészMTK-VMNagykanizsai Olajbányász | 434446 | Eger SE22. számú VolánTapolcai Bauxitbányász   | 413941 | Hódmezővásárhelyi MSEDorogi ACSzekszárdi Dózsa              | 363841 | Kazincbarcika–MTK-VM 1–0, 0–2Nyíregyháza-Nagykanizsa 3–1, 4–1 |

| Idény                                                               | Aranyérem           | Pont | Ezüstérem           | Pont | Bronzérem                   | Pont |
| ------------------------------------------------------------------- | ------------------- | ---- | ------------------- | ---- | --------------------------- | ---- |
| Az egycsoportos másodosztály (NB II) dobogósai 1982 és 1988 között. |                     |      |                     |      |                             |      |
| 1982–83                                                             | Volán SC            | 49   | SZEOL AK            | 48   | Salgótarjáni TC             | 47   |
| 1983–84                                                             | Eger SE             | 55   | Debreceni MVSC      | 53   | Békéscsabai Előre Spartacus | 51   |
| 1984–85                                                             | Volán SC            | 55   | Siófok Bányász      | 52   | Váci Izzó                   | 49   |
| 1985–86                                                             | Dunaújvárosi Kohász | 54   | Eger SE             | 53   | Szegedi EOL Délép SE        | 51   |
| 1986–87                                                             | Kaposvári Rákóczi   | 52   | Váci Izzó           | 51   | Volán SC                    | 46   |
| 1987–88                                                             | Veszprém SE         | 49   | Dunaújvárosi Kohász | 48   | Szeged SC                   | 45   |

| Idény                                                                             | Csoport       | 1. hely                               | Pont | 2. hely                           | Pont | 3. hely                                          | Pont | Megjegyzés |
| --------------------------------------------------------------------------------- | ------------- | ------------------------------------- | ---- | --------------------------------- | ---- | ------------------------------------------------ | ---- | --- |
| A kétcsoportos másodosztály (NB II – Kelet/Nyugat) dobogósai 1988 és 1997 között. |               |                                       |      |                                   |      |                                                  |      | |
| 1988–89                                                                           | KeletiNyugati | Debreceni MVSCCsepel SC               | 7062 | Szeged SCOroszlányi Bányász       | 62   | Szarvasi Vasas SpartacusNagykanizsai Olajbányász | 5660 | Vasas SC–Szeged SC 1–1, 1–0Oroszlányi Bányász–Haladás VSE 2–0, 1–4 |
| 1989–90                                                                           | KeletiNyugati | Szeged SCVolán SC                     | 6165 | Kazincbarcikai VegyészDunaferr SE | 5257 | Budapesti VSCOroszlányi Bányász                  | 4855 | Bp. Honvéd–Kazincbarcikai Vegyész 1–0, 2–2Dunaferr SE–Debreceni VSC 1–1, 0–1                                                                                           |
| 1990–91                                                                           | KeletiNyugati | BVSC-MávtranspedHaladás VSE           | 4543 | Diósgyőri VTKZalaegerszegi TE     | 4442 | Csepel SCDunaferr SE                             | 41   | Szeged SC–Diósgyőri VTK 1–2, 1–1Debreceni VSC–Zalaegerszegi TE 1–1, 1–1                                                                                                |
| 1991–92                                                                           | KeletiNyugati | Békéscsabai Előre FCCsepel SC         | 4542 | Nyíregyházi VSCBKV Előre SC       | 4237 | Kabai Egyetértés SEDorogi Bányász SC             | 4036 | Nyíregyházi VSC–Haladás VSE 1–0, 0–1 (t:5–3)Diósgyőri FC–BKV Előre SC 2–1, 1–0                                                                                         |
| 1992–93                                                                           | KeletiNyugati | Debreceni VSCHaladás VSE              | 4142 | FC HatvanEMDSZ-Soproni LC         | 3537 | Tiszavasvári Alkaloida SEBKV Előre               | 3336 | FC Hatvan–Újpesti TE 1–2, 0–0Diósgyőr–EMDSZ Soproni LC 1–0, 0–5 |
| 1993–94                                                                           | KeletiNyugati | Stadler FCNagykanizsai Olajbányász FC | 4047 | FC HatvanZalaegerszegi TE         | 3842 | III. Kerületi TVEDunaferr SE                     | 3442 | EMDSZ-Soproni LC–FC Hatvan 2–0, 0–2 (t:4–2)Siófoki Bányász FC–Zalaegerszegi TE 4–3, 0–6                                                                                |
| 1994–95                                                                           | KeletiNyugati | MTKHaladás VSE                        | 7562 | Salgótarjáni BTCBKV Előre SC      | 5360 | Kazincbarcikai SCSiófoki Bányász FC              | 4957 | Salgótarjáni BTC–Parmalat FC 0–1, 1–2Vác FC-Samsung–BKV Előre SC 4–0, 1–1                                                                                              |
| 1995–96                                                                           | KeletiNyugati | III. Kerületi TVESiófoki Bányász FC   | 6365 | Tiszakécskei FCMatáv SC Sopron    | 6059 | Diósgyőri FCRákóczi-Kaposcukor FC                | 58   | Pécsi MFC–Tiszakécskei FC 0–0, 0–0 (t:5–3) Fehérvár Parmalat'96–Diósgyőri FC 2–1, 2–2Győri ETO FC–MATÁV SC Sopron 2–0, 1–2 Rákóczi-Kaposcukor–Békéscsabai EFC 0–0, 0–5 |
| 1996–97                                                                           | KeletiNyugati | Tiszakécskei FCGázszer FC             | 5668 | Diósgyőri FCDunaferr SE           | 5261 | Nyíregyházi FCÉrdi VSE                           | 51   | III. ker. TVE–Diósgyőri FC 1–0, 0–2 Dunaferr SE–Ecker-Stadler 2–2, 1–2                                                                                                 |
| Az egycsoportos másodosztály (NB I/B, NB I) dobogósai 1998 és 2000 között.        |               |                                       |      |                                   |      |                                                  |      | |
| 1997–98                                                                           | NB I/B        | Nyíregyházi FC                        | 82   | Dunaferr SE                       | 80   | III. Kerületi TVE                                | 74   | Videoton FCF – Matáv SC Sopron 2–1, 3–0 Tiszakécskei FC – III. Kerületi TVE 1–2, 1–1                                                                                   |
| 1998–99                                                                           | NB I          | Lombard FC Tatabánya                  | 83   | Nagykanizsai Olajbányász FC       | 71   | Szeged LC                                        | 70   | Nem rendeztek osztályozót |
| 1999–00                                                                           | NB I          | Videoton FC Fehérvár                  | 101  | Matáv Sopron                      | 78   | BKV Előre SC                                     | 66   | Nem rendeztek osztályozót |

| Idény                                                                              | Csoport       | Aranyérem                     | Pont | Ezüstérem                       | Pont | Bronzérem                        | Pont |
| ---------------------------------------------------------------------------------- | ------------- | ----------------------------- | ---- | ------------------------------- | ---- | -------------------------------- | ---- |
| A négycsoportos kvalifikációs másodosztály dobogósai 2000-ben.                     |               |                               |      |                                 |      |                                  |      |
| 2000 (kvalifikáció)                                                                | Keleti A      | Szolnoki MÁV FC               | 29   | BVSC                            | 24   | Bőcs KSC                         | 19   |
| 2000 (kvalifikáció)                                                                | Keleti B      | Kecskeméti FC                 | 22   | Kunszentmártoni TE              | 20   | Monor-Ilzer                      | 16   |
| 2000 (kvalifikáció)                                                                | Nyugati A     | Hévíz FC                      | 23   | Kaposvári Rákóczi               | 21   | Csepel-Auto Trader               | 21   |
| 2000 (kvalifikáció)                                                                | Nyugati B     | BKV Előre SC                  | 34   | Siófoki FC                      | 22   | Celldömölki VSE                  | 20   |
| A kétcsoportos másodosztály (NB I/B – Kelet/Nyugat) dobogósai 2000 és 2002 között. |               |                               |      |                                 |      |                                  |      |
| 2000–01                                                                            | KeletiNyugati | BKV ElőreHaladás              | 3946 | Kecskeméti FCSzázhalombattai LK | 3639 | Nyírség-SpartacusPécsi MFC       | 3436 |
| 2001–02                                                                            | KeletiNyugati | Békéscsabai Előre FCSiófok FC | 6165 | Diósgyőri FCCelldömölki VSE     | 5465 | Szolnoki MÁV FCKaposvári Rákóczi | 5456 |

| Idény                                                                | Aranyérem                                                                                  | Pont | Ezüstérem          | Pont | Bronzérem                 | Pont |
| -------------------------------------------------------------------- | ------------------------------------------------------------------------------------------ | ---- | ------------------ | ---- | ------------------------- | ---- |
| Az egycsoportos másodosztály (NB I/B) dobogósai 2003 és 2005 között. |                                                                                            |      |                    |      |                           |      |
| 2002–03                                                              | Pécsi MFC                                                                                  | 73   | Lombard FC Haladás | 62   | Büki TK-Bükfürdő          | 60   |
| 2003–04                                                              | Budapest Honvéd                                                                            | 75   | Budapesti Vasas    | 62   | NABI-Kaposvári Rákóczi FC | 61   |
| 2003–04                                                              | Szintén feljutott: Diósgyőri VTK (4.), Nyíregyháza Spartacus (5.), Pápai Termál PELC (10.) |      |                    |      |                           |      |
| 2004–05                                                              | FC Tatabánya-Auto Trader                                                                   | 62   | Rákospalotai EAC   | 53   | Dunakanyar-Vác FC         | 42   |

| Idény                                                                             | Csoport       | 1. hely                               | Pont | 2. hely                                   | Pont  | 3. hely                                          | Pont |
| --------------------------------------------------------------------------------- | ------------- | ------------------------------------- | ---- | ----------------------------------------- | ----- | ------------------------------------------------ | ---- |
| A kétcsoportos másodosztály (NB II – Kelet/Nyugat) dobogósai 2006 és 2013 között. |               |                                       |      |                                           |       |                                                  |      |
| 2005–2006                                                                         | KeletiNyugati | Dunakanyar-Vác FCPaksi FC             | 6176 | Szolnoki MÁV FCFC Felcsút                 | 4963  | Jászapáti VSEGyirmót FC                          | 4857 |
| 2006–2007                                                                         | KeletiNyugati | Nyíregyháza Spartacus FCBFC Siófok    | 6962 | Ferencvárosi TCSzombathelyi Haladás       | 65601 | Orosháza FCPécsi Mecsek FC                       | 5560 |
| 2007–2008                                                                         | KeletiNyugati | Kecskeméti TESzombathelyi Haladás     | 7571 | Szolnoki MÁV FCFC Felcsút                 | 6366  | Ferencvárosi TCGyirmót FC                        | 6258 |
| 2008–2009                                                                         | KeletiNyugati | Ferencvárosi TCGyirmót FC2            | 7867 | DVSC-DEACLombard Pápa Termál FC           | 6166  | Makó FCPécsi MFC                                 | 5665 |
| 2009–2010                                                                         | KeletiNyugati | Szolnoki MÁV FCBFC Siófok             | 6063 | DVSC-DEACGyirmót FC                       | 5562  | Dunakanyar-Vác FCPécsi MFC                       | 5255 |
| 2010–2011                                                                         | KeletiNyugati | Diósgyőri VTKPécsi MFC                | 6866 | Mezőkövesd-Zsóry SEGyirmót FC             | 6263  | Nyíregyháza Spartacus FCVideoton Puskás-Akadémia | 6058 |
| 2011–2012                                                                         | KeletiNyugati | Egri FCMTK Budapest FC                | 5967 | Szolnoki MÁV FCGold-Sport-Kozármisleny SE | 55    | Békéscsaba 1912 ElőreGyirmót FC                  | 5152 |
| 2012–2013                                                                         | KeletiNyugati | Mezőkövesd-Zsóry SEPuskás Akadémia FC | 5870 | Vasas SCKozármisleny FC                   | 5560  | Békéscsaba 1912 ElőreGyirmót FC                  | 5556 |

| Idény                                                    | Aranyérem           | Pont | Ezüstérem            | Pont | Bronzérem        | Pont |
| -------------------------------------------------------- | ------------------- | ---- | -------------------- | ---- | ---------------- | ---- |
| Az egycsoportos másodosztály (NB II) dobogósai 2014-től. |                     |      |                      |      |                  |      |
| 2013–14                                                  | Nyíregyházi FC      | 66   | Dunaújváros PASE     | 62   | Gyirmót FC       | 57   |
| 2014–15                                                  | Vasas               | 66   | Békéscsaba           | 61   | Gyirmót FC       | 59   |
| 2015–16                                                  | Gyirmót FC          | 65   | Mezőkövesd Zsóry     | 57   | Zalaegerszegi TE | 55   |
| 2016–17                                                  | Puskás Akadémia FC  | 77   | Balmazújvárosi FC    | 73   | Kisvárda FC      | 69   |
| 2017–18                                                  | MTK Budapest FC     | 82   | Kisvárda             | 75   | Békéscsaba       | 65   |
| 2018–19                                                  | Zalaegerszegi TE FC | 82   | Kaposvári Rákóczi FC | 74   | Gyirmót FC Győr  | 65   |
| 2019–203                                                 | MTK Budapest        | 59   | Budafoki MTE         | 54   | Vasas SC         | 47   |
| 2020–21                                                  | Debreceni VSC       | 80   | Gyirmót              | 78   | Vasas SC         | 78   |
| 2021–22                                                  | Vasas               | 85   | Kecskeméti TE        | 77   | Diósgyőri VTK    | 72   |
| 2022–23                                                  | Diósgyőri VTK       | 87   | MTK Budapest         | 74   | FC Ajka          | 68   |
| 2023–24                                                  | Nyíregyháza         | 79   | Győri ETO            | 69   | Vasas            | 67   |
| 2024–25                                                  | Kisvárda            | 58   | Kazincbarcika        | 53   | Vasas            | 52   |

Megjegyzések

### A bajnokság rendszere
- 1935–1936: 14 csapatos profiliga
- 1936–1937: 12 csapatos profiliga II. osztály
- 1937–1938: 14 csapatos NB/B
- 1938–1939: 2×14 csapatos NB/B (kelet, nyugat)
- 1939–1940: 12+14+16 csapatos NB/B (Alföld, Dunántúl, Felvidék)
- 1940–1941: 14+6+2×5+14 csapatos NB II (Duna, Kolozsvár, Székelyföld dél, Székelyföld észak, Tisza)
- 1941–1942: 3×14 csapatos NB II (Mátyás, Rákóczi, Zrínyi)
- 1942–1943: 10+12+12+14+14 csapatos NB II (Mátyás, Rákóczi, Széchenyi, Wesselényi, Zrínyi)
- 1943–1944: 15+14+14+16 csapatos NB II (dél, észak, kelet, nyugat)
- 1945 tavasz–1946: a kerületi bajnokságok I. osztálya jelentette országosan a másodosztályt
- 1946–1948: 4×14 csapatos NB II
- 1948–1950 ősz: 4×16 csapatos NB II
- 1951: 4×14 csapatos NB II
- 1952: 4×18 csapatos NB II
- 1953–1954: 4×16 csapatos (dél, kelet, közép, nyugat) NB II
- 1955–1956: 2×16 csapatos NB II
- 1957 tavasz: átmeneti szezon, a megyei bajnokok tornáján 4×6 csapat vett részt
- 1957–1958: 3×19 csapatos (dél, kelet, nyugat) NB II
- 1958–1963: 2×16 csapatos NB II
- 1963–1966: 16 csapatos NB I/B
- 1967–1969: 18 csapatos NB I/B
- 1970 tavasz: átmeneti szezon, 2×9 csapat, félidény
- 1970–1973: 18 csapatos NB I/B
- 1974–1978: 20 csapatos NB II
- 1978–1981: 3×20 csapatos (kelet, közép, nyugat) NB II
- 1981–1982: 3×16 csapatos (kelet, közép, nyugat) NB II
- 1982–1987: 20 csapatos NB II
- 1988–1997: 2×16 csapatos NB II
- 1997–1998: 20 csapatos NB I/B
- 1998–2000: 20 csapatos NB I[4]
- 2000–2001: átmeneti szezon, 4×7 csapatos[5] (Kelet A és B, Nyugat A és B) kvalifikációs bajnokság után 2×12 csapatos NB I/B
- 2001–2002: 2×12 csapatos NB I/B, alapszakasz után alsó- és felsőházi rájátszás
- 2002–2003: 20 csapatos[6] NB I/B
- 2003–2004: 18 csapatos[7] NB I/B
- 2004–2005: 14 csapatos NB I/B
- 2005–2013: 2×16 csapatos NB II
- 2013–2016: 16 csapatos NB II
- 2016–2023: 20 csapatos NB II
- 2023–2024: 18 csapatos NB II
- 2024–: 16 csapatos NB II

## Lásd még
- Magyar labdarúgó-bajnokság (első osztály)
- Magyar labdarúgó-bajnokság (harmadosztály)
- A magyar labdarúgó-bajnokságok rendszere